# Ринальди, Джо
Джо Ринальди (англ. Joe Rinaldi) (1 августа 1914 – 25 ноября 1974) — американский сценарист, художник, художник-раскадровщик и иллюстратор, работавший в Disney, в отделе сюжетов (сценариев).
Ринальди был одним из самых частых сценаристов Disney, для его полнометражных мультфильмов в классическую эпоху, вместе с Кеном Андерсоном, Гомером Брайтманом, Эрдманом Пеннером, Биллом Питом, Ральфом Райтом, Тедом Сирсом и Уинстоном Хиблером.

## Биография
Джо Ринальди родился 1 августа 1914 года, в Бостоне, штате Массачусетс, и окончил Оклендскую техническую среднюю школу в 1932 году.
Будучи талантливым рисовальщиком, во время работы в Walt Disney Animation Studios, Джо Ринальди нарисовал концепт-арт для сегмента мультфильма «Фантазия» 1940 года — «The Pastoral Symphony». Это привело к дальнейшему вкладу в художественные и сюжетные идеи, для таких полнометражных мультфильмов Disney, как «Дамбо» 1941 года, «Время мелодий» 1948 года, «Золушка» 1950 года, «Питер Пэн» 1953 года и «Леди и Бродяга» 1955 года.
Джо Ринальди работал сценаристом для многих короткометражных и полнометражных мультфильмов Disney, до «Спящей красавицы» 1959 года, когда он стал сценаристом для телесериала-антологии Disney, «The Wonderful World of Disney».
Фрэнк Томас — член Девятки диснеевских стариков, однажды сказал, что Джо Ринальди во многом способствовал тому, что было прекрасно в «Леди и Бродяге», и что окончательный вид мультфильма, был, в значительной степени, сформирован его рисунками.
В одном из эпизодов «The Wonderful World of Disney» — («Cavalcade of Songs»), Джо Ринальди появился вместе с Эдом Пеннером, Пегги Ли и Сонни Бурком в сегменте, который демонстрировал, каково это — обмениваться идеями с коллегами-сценаристами за кулисами, включая иллюстрации с ранних стадий работы над «Леди и Бродягой».
Джо Ринальди умер 25 ноября 1974 года в Лонг-Бич, штате Калифорния, в возрасте 60 лет.
В 2001 году, Джо Ринальди вместе с Клайдом Джероними, Уилфредом Джексоном, Хэмилтоном Ласком, Кеном Андерсоном, Гомером Брайтманом, Уинстоном Хиблером, Биллом Питом, Эрдманом Пеннером, Гарри Ривзом и Тедом Сирсом, посмертно получил номинацию на премию «Ретро Хьюго» в категории «Лучшая постановка» за «Золушку».

## Фильмография
- Фантазия (1940)
- Дамбо (1941)
- Весёлые и беззаботные (1947)
- Микки и бобовый стебель (1947)
- Время мелодий (1948)
- Джонни-яблочное зернышко (1948)
- Пекос Билл (1948)
- Легенда Сонной лощины (1949)
- Приключения Икабода и мистера Тоада (1949)
- Золушка (1950)
- Алиса в Стране чудес (1951)
- Питер Пэн (1953)
- Леди и Бродяга (1955)
- Спящая красавица (1959)
- Малыши в стране игрушек (1961)